# 比苏丹·哈姆扎耶夫
比苏丹·苏丹比耶维奇·哈姆扎耶夫（羅馬化：Biysultan Sultanbiyevich Khamzayev；1982年5月24日—）是俄罗斯政治人物，第八届国家杜马代表。
2012年，哈姆扎耶夫发起并创建了“清醒俄罗斯”项目，旨在普及健康的生活方式，对抗酒精、毒品和烟草成瘾。2014年至2021年，他担任第五届、第六届和第七届俄罗斯联邦公众院成员。2014年至2017年，他担任俄罗斯联邦公众会支持青年倡议委员会第一副主席。自2021年9月起，哈姆扎耶夫担任达吉斯坦选区第八届国家杜马代表。
哈姆扎耶夫主张禁止在周末出售酒类，加强对假酒的处罚，对恋童癖者、惯犯和杀人犯判处死刑，并禁止向2014年以后出生的人出售烟草。

## 制裁
哈姆扎耶夫于2022年因俄乌战争而受到英国政府和美国财政部制裁。